# BOK Tower
La BOK Tower est un gratte-ciel de 203 mètres construit en 1975 à Tulsa aux États-Unis.